# Cryptoscenea australiensis
Cryptoscenea australiensis är en insektsart som först beskrevs av Günther Enderlein 1906.  Cryptoscenea australiensis ingår i släktet Cryptoscenea och familjen vaxsländor. Inga underarter finns listade i Catalogue of Life.